# De Mens
De Mens is een Belgische rockgroep uit Vlaams-Brabant, die vooral Nederlandstalige nummers brengt.

## Biografie
De Mens ontstond in 1992 en bracht dat jaar de debuutsingle Dit is mijn huis uit. Meteen daarna verscheen de cd De Mens, met daarop liedjes als Irene en Jeroen Brouwers (schrijft een boek). Deze cd had succes, net als de volgende, Ik wil meer (1994), waarvan onder meer Lachen en mooi zijn en Zij zit daar en ik zit hier op single verschenen.
In 2001 kwam het album Liefde uit, met de bekende single Ergens onderweg. Twee jaar nadien volgde Blond met de single Kamer in Amsterdam. In 2004 was er het album Akoestisch. Het werd een album met eigenzinnige akoestische versies van onder meer Irene en Dit is mijn huis, maar ook enkele nieuwe liedjes als De dingen en Been.
In 2005 bracht De Mens een nieuwe cd uit onder de naam In het gras, met daarop nummers als Zonder verlangen, Popkwiskampioen en Dampende lijven. De plaat was goed voor een tournee langs verschillende zalen en festivals gedurende 2005 en 2006. In 2005 behaalde De Mens zijn eerste notatie in De Tijdloze 100 met Irene, op plaats 88. 
Met In bed met De Mens goot De Mens in de eerste helft van 2007 een groot aantal van hun nummers in een ander jasje: rustiger, met andere (soms verrassende) arrangementen, zoals reggae.
In 2007 bestond De Mens vijftien jaar en verscheen het album Onder de duinen. In 2009 bracht frontman Frank Vander linden zijn eerste soloalbum uit.
Op 19 april 2010 kwam het album Is dit mijn hart? uit, gevolgd door een clubtournee. Hier komt mijn schip, het eerste nummer van het album, was reeds in maart verschenen als single.
In 2015, na de lancering van Nooit genoeg, werd toetsenist David Poltrock lid van De Mens, nadat hij ook al had meegewerkt aan diverse albums en de livetournee ter ere van de twintigste verjaardag van de band.
In 2017 verscheen het album 24 uur. In het voorjaar van 2022 vierde de band haar dertigjarig bestaan met het twaalfde studioalbum Broers.

## Samenstelling
De groep bestaat uit vier leden:
- Frank Vander linden (zang en gitaar)
- Michel De Coster (bas)
- Dirk Jans (drum en zang)
- David Poltrock (keyboard)

## Discografie

### Albums
| Album met hitnotering(en) in de Vlaamse Ultratop 200 albums | Datum van verschijnen | Datum van binnenkomst | Hoogste positie | Aantal weken | Opmerkingen   |
| ----------------------------------------------------------- | --------------------- | --------------------- | --------------- | ------------ | ------------- |
| De Mens                                                     | 1992                  | -                     |                 |              |               |
| Ik wil meer                                                 | 1994                  | -                     |                 |              |               |
| Wil je beroemd zijn?                                        | 1995                  | 13-04-1996            | 42              | 1            |               |
| De Mens deluxe                                              | 1997                  | -                     |                 |              | Verzamelalbum |
| Sex verandert alles                                         | 15-02-1999            | 20-02-1999            | 14              | 8            |               |
| Liefde                                                      | 2001                  | 10-03-2001            | 29              | 5            |               |
| Blond                                                       | 17-03-2003            | 29-03-2003            | 13              | 6            |               |
| Akoestisch                                                  | 2003                  | 06-12-2003            | 58              | 13           | Verzamelalbum |
| In het gras                                                 | 2005                  | 12-03-2005            | 10              | 15           |               |
| Onder de duinen                                             | 05-10-2007            | 13-10-2007            | 25              | 6            |               |
| Is dit mijn hart?                                           | 06-04-2010            | 01-05-2010            | 20              | 5            |               |
| Muziek!                                                     | 13-01-2012            | 21-01-2012            | 15              | 26           |               |
| Nooit genoeg                                                | 27-01-2014            | 31-01-2014            | 5               | 25           |               |
| 24 uur                                                      | 22-09-2017            | 30-09-2017            | 22              | 14           |               |
| Broers                                                      | 11-03-2022            | 19-03-2022            | 16              | 7            |               |

### Singles (tipnoteringen)
| Single met hitnotering(en) in de Vlaamse Ultratop 50 | Datum van verschijnen | Datum van binnenkomst | Hoogste positie | Aantal weken | Opmerkingen                                 |
| ---------------------------------------------------- | --------------------- | --------------------- | --------------- | ------------ | ------------------------------------------- |
| Wij                                                  | 2012                  | 04-02-2012            | tip64           | -            |                                             |
| Angst                                                | 2013                  | 14-12-2013            | tip17           | -            | Nr. 10 in de Vlaamse Top 10                 |
| Nooit genoeg                                         | 2015                  | 24-01-2015            | tip12           | -            | Nr. 2 in de Vlaamse Top 50                  |
| Bemin me later                                       | 2015                  | 28-03-2015            | tip13           | -            | Nr. 12 in de Vlaamse Top 50                 |
| Pijn - Dronkenschap - Verdriet                       | 2015                  | 12-09-2015            | tip65           | -            | Nr. 30 in de Vlaamse Top 50                 |
| Alsof we belangrijk zijn                             | 2016                  | 30-01-2016            | tip             | -            | met Sam Bettens Nr. 19 in de Vlaamse Top 50 |
| Maandag (Live)                                       | 2017                  | 01-07-2017            | tip             | -            | Nr. 43 in de Vlaamse Top 50                 |
| Vier akkoorden                                       | 2017                  | 09-09-2017            | tip39           | -            | Nr. 17 in de Vlaamse Top 50                 |
| Oh wat ben je mooi (als je weer wegloopt)            | 2017                  | 25-11-2017            | tip13           | -            | Nr. 11 in de Vlaamse Top 50                 |
| Later of de dag daarna                               | 2019                  | 23-02-2019            | tip             | -            | Nr. 21 in de Vlaamse Top 50                 |
| Oostende                                             | 2019                  | 02-11-2019            | tip             | -            | Nr. 27 in de Vlaamse Top 50                 |
| Hoor je mij op je radio?                             | 2020                  | 07-03-2020            | tip44           | -            | Nr. 18 in de Vlaamse Top 50                 |

### Overige singles
- Dit is mijn huis (1992)
- Jeroen Brouwers (schrijft een boek) (1992)
- Irene (1993)
- Nederland (1993)
- Lachen en mooi zijn (1994)
- Zij zit daar en ik zit hier (1994)
- Myriam (1994)
- Maandag (1996)
- Sheryl Crow I need you so (1996)
- En in Gent (1997)
- Sex verandert alles (1999)
- Einde van de eeuw / Dansmuziek (1999)
- Radiohoofd (1999)
- Denk je nog aan mij (2001)
- Ergens onderweg (2001)
- Winterlief (2002)
- Kamer in Amsterdam (2003)
- Dampende lijven (2005)
- Onder de duinen (2007)
- Luide muziek in kleine auto's (2007)
- Wiskunde (2008)
- Hier komt mijn schip (2010)
- Waar is de liefde (2021) (Nr. 8 in de Vlaamse Top 30)
- Broer (2022) (Nr. 22 in de Vlaamse Top 30)
- Mooie verliezers (2022)
- Genees mij (2022)